# Frankie Jonas
Franklin Nathaniel Jonas (Ridgewood, Bergen megye, New Jersey, 2000. szeptember 28. –) amerikai színész, hangmérnök.
Legismertebb alakítása Frankie Lucas a 2009 és 2010 között futó Jonas és a 2010-es Jonasék Los Angelesben című sorozatokban. A Szellemes kölykök című filmben is szerepelt.

## Pályafutása
Első jelentős szerepe a Disney Channel Jonas című sorozatban volt.
Szerepelt az E! reality sorozatában, Married to Jonas című sorozatban.
2019 márciusában diplomázott a Nashville-i Blackbird Akadémián, ahol hangmérnöki diplomát szerzett. Ezután Los Angelesbe költözött és elkezdte a stúdiómérnöki karrierjét.

## Magánélete
Van három bátyja Kevin Jonas, Joe Jonas és Nick Jonas. Olasz, német, cherokee , angol, ír, skót és francia-kanadai származású.

## Filmográfia

### Film
| Év   | Magyar cím                          | Eredeti cím                                      | Szerep             |
| ---- | ----------------------------------- | ------------------------------------------------ | ------------------ |
| 2020 |                                     | Jonas Brothers: Happiness Continues              | önmaga             |
| 2019 |                                     | Jonas Brothers: Chasing Happiness                | önmaga             |
| 2010 |                                     | Gutsy Frog                                       | Frankie            |
| 2012 |                                     | The Reef 2: High Tide                            | Junior (hang)      |
| 2011 | Szellemes kölykök                   | Spooky Buddies                                   | Pip (hang)         |
| 2011 |                                     | Jonas Brothers: The Journey                      | önmaga             |
| 2010 | Rocktábor 2. – A záróbuli           | Camp Rock 2: The Final Jam                       | Trevor             |
| 2009 | Jonas Brothers: A 3D koncertélmény! | Jonas Brothers: The 3D Concert Experience        | önmaga             |
| 2009 | Éjszaka a múzeumban 2.              | Night at the Museum 2: Battle of the Smithsonian | gyerek a múzeumban |
| 2009 | Ponyo a tengerparti sziklán         | Ponyo                                            | Szószuke (hang)    |

### Televízió
| Év         | Magyar cím             | Eredeti cím                      | Szerep         | Megjegyzések                             |
| ---------- | ---------------------- | -------------------------------- | -------------- | ---------------------------------------- |
| 2012–2013  |                        | Married to Jonas                 | önmaga         | mellékszereplő                           |
| 2011, 2013 | A kísértetek órája     | The Haunting Hour: The Series    | Dave / Steffan | 2 epizód                                 |
| 2010       | Jonasék Los Angelesben | Jonas L.A                        | Frankie Lucas  | mellékszereplő magyar hangja Sóvári Ádám |
| 2009–2010  | Jonas                  | Jonas                            | Frankie Lucas  | mellékszereplő magyar hangja Sóvári Ádám |
| 2008       |                        | Jonas Brothers: Band in a Bus    | önmaga         | mellékszereplő                           |
| 2008       |                        | Jonas Brothers: Living the Dream | önmaga         | mellékszereplő                           |